# Grevillea brachystachya
Grevillea brachystachya är en tvåhjärtbladig växtart som beskrevs av Meissn.. Grevillea brachystachya ingår i släktet Grevillea och familjen Proteaceae. Inga underarter finns listade i Catalogue of Life.